# Andrea Rinaldo
Andrea Rinaldo (Venezia, 13 settembre 1954) è un ingegnere, idrologo, ex rugbista a 15 e dirigente sportivo italiano.

## Biografia

### Ingegnere e idrologo
Andrea Rinaldo si è laureato nel 1978 in Ingegneria civile idraulica all'Università degli Studi di Padova, conseguendo il massimo dei voti con lode. In seguito ha svolto il Dottorato di ricerca presso l'Università Purdue, specializzandosi nella meccanica dei fluidi nel 1983. Nel 1986 è diventato professore ordinario di Costruzioni idrauliche all'Università di Padova, dove insegna a tutt'oggi. Contemporaneamente, dal 1992 al 2002 ha collaborato come ricercatore al Massachusetts Institute of Technology di Cambridge, nel Dipartimento di Ingegneria Civile e Ambientale; dal 2004 al 2006, è stato professore associato presso l'università di Princeton. Dal 2008 è divenuto anche "Professor and Director, Laboratory of Eco hydrology", alla Scuola politecnica federale di Losanna in Svizzera
Per i suoi studi idrologici ha avuto molti riconoscimenti: nel 1999 è nominato fellow, alla Water Academy di Oslo; nel 2006 è divenuto membro della National Academy of Engineering (Stati Uniti) e dell'Accademia reale svedese delle scienze; nel 2012 diviene International Member National Academy of Sciences; nel 2014 l'Università Laval di Québec gli ha conferito il dottorato in Scienze honoris causa.
In Italia è stato, tra le altre cariche, fellow all'Istituto veneto di scienze, lettere ed arti di Venezia dal 1995, di cui è divenuto presidente dal 2021; socio effettivo dell'Accademia galileiana di scienze, lettere ed arti di Padova, socio corrispondente all'Accademia dei Concordi di Rovigo, socio effettivo all'Accademia dei Georgofili di Firenze dal 2012 e all'Accademia Nazionale delle Scienze detta dei XL di Roma dal 2014. Nel 2019 è divenuto membro dell'Accademia Nazionale dei Lincei.
Il 22 marzo 2023, l'Accademia reale svedese gli ha conferito lo Stockholm Water Prize (comunemente noto come "Nobel dell'acqua"), assegnata a «una persona svedese o straniera per il suo eccezionale contributo alla protezione dell'ambiente in senso lato o per aver scritto in modo illuminante su questo argomento». Rinaldo è il primo italiano a ricevere questo prestigioso premio.

### Carriera sportiva
Giocatore di rugby proveniente da Venezia, Rinaldo è approdato nel Petrarca Rugby guidato da Memo Geremia, dove ha ricoperto il ruolo di seconda linea. Ha esordito, con la maglia n. 4, nella Nazionale italiana di rugby il 6 marzo 1977, nell'incontro disputato a Casablanca, contro il Marocco. Dopo soli quattro incontri, ha dovuto interrompere la sua permanenza in nazionale a causa di un incidente.
Nel 1996, diviene presidente del Petrarca Rugby e mantiene la carica fino al 2003. È stato inoltre consigliere della Federazione Italiana Rugby. Dal 2019 è rappresentante del Celtic Rugby DAC nell'Esecutivo dell'EPCR. L'incarico gli è stato riconfermato dopo due anni, nel 2021.

## Posizioni
Sostenitore del Cambiamento climatico, ha dichiarato che il destino di Venezia è inesorabilmente quello di finire sott'acqua.

## Pubblicazioni (parziale)
- (EN)  Transport processes and the hydrological cycle, scritto con Alessandro Marani, Istituto veneto di scienze, lettere ed arti, Venezia 1992
- Un contributo allo studio del trasporto di soluti passivi e reattivi in formazioni porose eterogenee, scritto con Alberto Bellin, (Trento: Servizio stamperia e fotoriproduzione dell'Università degli studi di Trento), stampa 1994
- (EN)  Biological models, scritto con Alessandro Marani, Istituto veneto di scienze, lettere ed arti, Venezia 1997
- Equilibrio fisico e idrogeologico della laguna, Fondazione ENI Enrico Mattei, Venezia 1997
- (EN)  Fractal river basins: chance and self-organization, scritto con Ignacio Rodriguez-Iturbe, Cambridge university press, Cambridge 1997
- Sopra il vero tempo di ritorno delle piene: un modello geomorfologico-Montecarlo del fiume Brenta chiuso a Bassano, Accademia Nazionale dei Lincei, Roma 2004
- Il governo dell'acqua: ambiente naturale e ambiente costruito, Marsilio, Venezia 2009
- Del rugby: verso una ecologia della palla ovale, Marsilio, Venezia 2017
- (EN)  River networks as ecological corridors: species, populations, pathogens, scritto con Marino Gatto e Ignacio Rodriguez-Iturbe, Cambridge University Press, Cambridge 2020